# Изолированный мозг
Изоли́рованный мозг — полностью отделённый от организма мозг (или голова), который сохраняет свою работоспособность и жизнедеятельность. Футуристическая концепция трансплантации мозга подразумевает по крайней мере временное отделение мозга от живого организма, кроме этого обобщённая концепция трансгуманизма подразумевает отделение разума от биологического тела. Изолированный мозг также представляет собой экспериментальную модель для изучения вопросов физиологии, анатомии и биохимии.
Изолированный мозг сохраняется вне тела (in vitro). Это состояние органа может поддерживаться либо перфузией кровезаменителя (чаще всего окисленным раствором различных солей), либо погружением органа в насыщенную кислородом искусственную спинномозговую жидкость. Это биологический эквивалент мозга в колбе.
Мозг отдельных организмов можно поддерживать in vitro в течение периодов от нескольких часов до нескольких дней. Центральная нервная система беспозвоночных требует небольшого количества кислорода и получает большую его часть из спинномозговой жидкости, поэтому её легче всего поддерживать. С другой стороны, мозг млекопитающих имеет более низкую выживаемость без использования перфузии.
По методологическим причинам большинство исследований мозга млекопитающих проводилось на морских свинках. По сравнению с крысами и мышами, у этих животных базилярная артерия намного больше, что значительно облегчает доставку спинномозговой жидкости.

## Опыты по изоляции мозга
В 20-е годы XX века успешный опыт по изоляции мозга провёл советский учёный С. С. Брюхоненко. Им был разработан автожектор, первый в мире аппарат по искусственному кровообращению, эксплуатация которого и позволила провести, в частности, опыт по отделению головы собаки, показанный в научно-популярном фильме «Эксперименты по оживлению организма». Брюхоненко удалось поддерживать жизнедеятельность полностью отделённой от организма головы собаки в течение 90 минут, однако опыт проводился при пониженной температуре.
Опыт по изоляции мозга кошки проводил в тридцатые годы XX века бельгийский нейрохируг Фридрих Бремер. Он разработал методику постепенного отделения головы от тела, а также методику наблюдения за отделённым мозгом на электроэнцефалограмме.
В семидесятые годы американский нейрохирург Роберт Уайт провёл серию успешных опытов по изоляции мозга обезьян. Некоторые головы обезьян прожили на искусственном жизнеобеспечении до нескольких дней, однако опыты Уайта проходили при низкой температуре, близкой к гипотермии, а наблюдение за жизнедеятельностью мозга проводилось только по показаниям энцефалограммы.

## Изолированный мозг в фантастике
Одним из первых художественных произведений, которые использовали идею изолированного мозга, был фантастический рассказ Карла Грунерта «Mr. Vivacius Style», впервые опубликованный между 1903 и 1914 годами.
В 1925 году в виде рассказа, затем в 1937 году в виде романа было опубликовано произведение известного русского писателя-фантаста Александра Беляева «Голова профессора Доуэля», которое получило широкую известность. По этому роману в СССР в 1984 году был снят фильм «Завещание профессора Доуэля». Когда роман «Голова профессора Доуэля» был опубликован, многие посчитали, что Беляева вдохновили результаты опытов С. С. Брюхоненко, которые стали известны незадолго до первой публикации произведения, однако сам Беляев опроверг это предположение, объяснив, что роман был окончен задолго до того, как Брюхоненко провёл свой опыт по изолированию мозга собаки.
В фантастическом романе Сергея Снегова «Люди как боги» один из героев — изолированный мозг высокоразумного инопланетянина, который используется как суперкомпьютер для управления военной космической станцией, искривляющей мировую метрику.

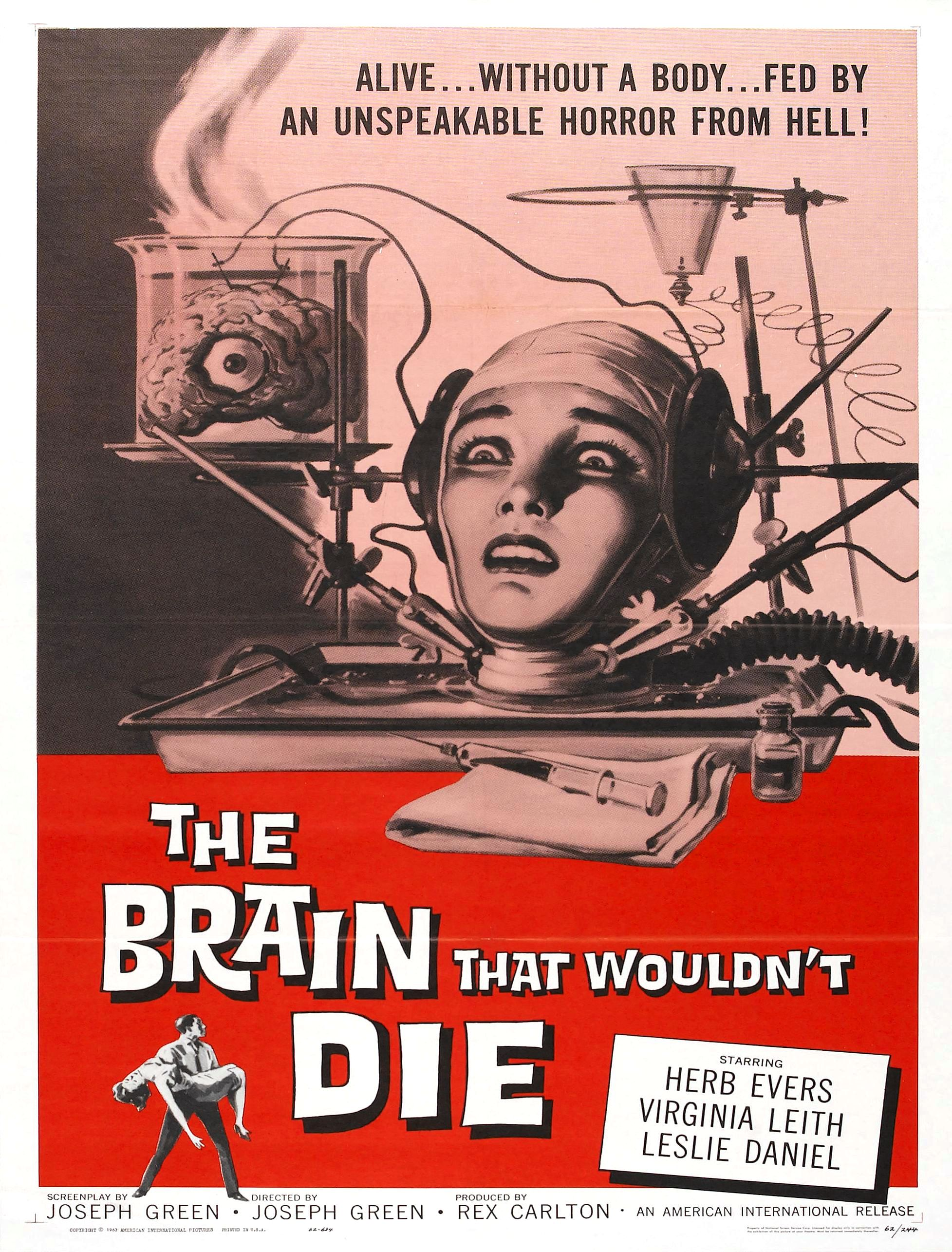
Мозг, который не может умереть (The Brain That Wouldn’t Die) — американский фильм 1962 года.

В современном сатирическом мультсериале Мэтта Грейнинга «Футурама» многие из героев прошлого, пережив телесную смерть, остаются в обществе в форме отделённых от тела голов, помещаемых в банку с физраствором. Герои, таким образом, продолжают вести активную умственную и общественную жизнь.
В рассказе Генри Каттнера «Маскировка» описывается трансплант — мозг, помещённый в защитный стальной цилиндр. По сюжету рассказа трансплант, управляющий межпланетным космическим кораблем, успешно противостоит группе преступников, в число которых входит человек, являвшийся другом транспланта до операции по изолированию.
В аниме сериале «Tengen Toppa Gurren Lagann» голова поверженного ранее лорда Генома используется как бортовой суперкомпьютер, однако при этом сам лорд Геном практически потерял свою личность, но не воспоминания.
Возможные миры — канадский фильм 2000 года о похищении мозга.
В сериале Очень странные дела показываются отсылки к извлечению мозга над главной героиней Одиннадцать.